# SCO UnixWare
UnixWare är ett Unix-baserat operativsystem från SCO. Det utvecklades från början av Univel men köptes senare av Novell som 1995 sålde det vidare till SCO.
Den senaste versionen är 7.1.4. Delvis på grund av SCO:s pågående stämning mot IBM som kostar mycket pengar att driva har både OpenServer och UnixWare fått allt mindre budget för utveckling vilket bidragit till att de båda operativsystemen numera kommit på efterkälken. Varken UnixWare eller OpenServer har de tekniska egenskaper som de tre dominerande Unix-systemen, HP-UX, Solaris och AIX, har.

## Nyheter i UnixWare version 7.1.4
- CUPS finns som alternativ till System V LP - nytt printersubsystem
- Utökat stöd för att göra räddningsdisk på CD-ROM istället för disketter
- Produktdokumentation i HTML-format kan läsas online eller skrivas ut
- Stöd för NTP version 4
- Printkön har utökats så den kan hantera 999 jobb
- Stöd för fler USB 2-enheter
- Stöd för Intel Xeon Hyper Threading
- Stöd för ATA-6
- Förbättrad installation